# Saint-Avit-Saint-Nazaire
 Saint-Avit-Saint-Nazaire  es una población y comuna francesa, situada en la región de Aquitania, departamento de Gironda, en el distrito de Libourne y cantón de Sainte-Foy-la-Grande.

## Demografía
| 1002 | 1002 | 1015 | 1203 | 1278 | 1381 |
| Para los censos de 1962 a 1999 la población legal corresponde a la población sin duplicidades (Fuente: INSEE [Consultar]) |      |      |      |      |      |